# Стрелолист плавающий
Стрелоли́ст пла́вающий, или Стрелолист альпи́йский (лат. Sagittāria nātans) — вид однодольных растений рода Стрелолист (Sagittaria) семейства Частуховые (Alismataceae). Впервые описан немецко-российским ботаником Петером Симоном Палласом в 1776 году.

## Распространение, описание
Распространён от Северной Европы до Японии.
Гелофит. Водное травянистое короткокорневищно-кистекорневое растение. Листья стреловидной или эллиптической формы, с острой верхушкой и стреловидным основанием. Цветки мелкие, трёхлепестковые, белого цвета. Плод — листовка зелёного цвета. Цветёт и плодоносит с июня по сентябрь.
Число хромосом — 2n=22.
Растёт около берегов озёр и рек. Мезофитное, теневыносливое растение.

## Значение
Выращивается как декоративное и кормовое растение.

## Замечания по охране
Включён в Красные книги Вологодской, Ленинградской, Магаданской, Мурманской, Тверской областей, Республики Коми, Чукотского автономного округа (Россия) и Восточной Фенноскандии.

## Синонимы
Синонимичные названия:
- Sagittaria alpina Willd.
- Sagittaria alpina var. emersa Turcz.
- Sagittaria alpina var. submersa Turcz.
- Sagittaria sagittifolia f. auriculata Kom.
- Sagittaria sagittifolia var. breviloba Regel
- Sagittaria sagittifolia f. emersa Kom.
- Sagittaria sagittifolia f. linearifolia Kom.
- Sagittaria sagittifolia var. tenuior Wahlenb.